# ФМА ИА-63 Пампа
ФМА ИА-63 Пампа је аргентински подзвучни једномоторни млазни школско-борбени авион, првенствено намењен обуци војних пилота. Развила га је аргентинска Војна фабрика авиона уз помоћ немачке компаније Дорније. Једини корисник овог авиона јесу јапанске Ратно ваздухопловство Аргентине.

## Развој и дизајн
Рад на изради авиона ФМА ИА-63 отпочео је 1978. године. Први прототип полетео је 6. октобра 1984. године, а први серијски примерак је ушао у састав Ратног ваздухопловства Аргентине априла 1988. године. У конструкцији авиона коришћен је углавном алуминијум, а уводници за ваздух су израђени од композитних материјала. ФМА ИА-63 Пампа је висококрилац, погоњен је једним турбо-млазним мотором потиска 15,57 kN, поседује пет подвесних тачака за ношење ракета или бомби.

## Корисници
- Аргентина